# Puchar Świata w kolarstwie przełajowym 2002/2003
Puchar Świata w kolarstwie przełajowym w sezonie 2002/2003 to 10. edycja tej imprezy. Organizowany przez UCI, obejmował po pięć zawodów dla kobiet i mężczyzn. Pierwszy wyścig odbył się 24 listopada 2002 roku w niemieckim Frankfurcie nad Menem, a ostatni 16 lutego 2003 roku w holenderskim Hoogerheide. W tym sezonie po raz pierwszy o Puchar Świata rywalizowały także kobiety. 
Trofeum sprzed roku bronił Belg Sven Nys. W tym sezonie triumfował jego rodak Bart Wellens, a wśród kobiet najlepsza okazała się Holenderka Daphny van den Brand.

## Wyniki

### Mężczyźni
| Lp | Miejscowość | Data              | 1. miejsce          | 2. miejsce          | 3. miejsce   |
| -- | ----------- | ----------------- | ------------------- | ------------------- | ------------ |
| 1. | Frankfurt   | 24 listopada 2002 | Bart Wellens        | Mario De Clercq     | Sven Nys     |
| 2. | Kalmthout   | 22 grudnia 2002   | Richard Groenendaal | Mario De Clercq     | Ben Berden   |
| 3. | Liévin      | 5 stycznia 2003   | Sven Nys            | Richard Groenendaal | Bart Wellens |
| 4. | Wetzikon    | 19 stycznia 2003  | Bart Wellens        | Mario De Clercq     | Ben Berden   |
| 5. | Hoogerheide | 6 lutego 2003     | Sven Nys            | Bart Wellens        | Ben Berden   |

### Kobiety
| Lp | Miejscowość | Data              | 1. miejsce           | 2. miejsce         | 3. miejsce         |
| -- | ----------- | ----------------- | -------------------- | ------------------ | ------------------ |
| 1. | Frankfurt   | 24 listopada 2002 | Daphny van den Brand | Hanka Kupfernagel  | Laurence Leboucher |
| 2. | Kalmthout   | 22 grudnia 2002   | Daphny van den Brand | Laurence Leboucher | Marianne Vos       |
| 3. | Liévin      | 5 stycznia 2003   | Daphny van den Brand | Laurence Leboucher | Marianne Vos       |
| 4. | Wetzikon    | 19 stycznia 2003  | Daphny van den Brand | Hanka Kupfernagel  | Laurence Leboucher |
| 5. | Hoogerheide | 6 lutego 2003     | Daphny van den Brand | Corine Dorland     | Anja Nobus         |

## Klasyfikacja generalna
| Lp. | Zawodnik            | Punkty |
| --- | ------------------- | ------ |
| 1.  | Bart Wellens        | 305    |
| 2.  | Sven Nys            | 300    |
| 3.  | Mario De Clercq     | 250    |
| 4.  | Richard Groenendaal | 232    |
| 5.  | Ben Berden          | 215    |
| 6.  | Erwin Vervecken     | 168    |
| 7.  | Petr Dlask          | 151    |
| 8.  | Václav Ježek        | 132    |
| 9.  | Sven Vanthourenhout | 132    |
| 10. | John Gadret         | 119    |

| Lp. | Zawodniczka            | Punkty |
| --- | ---------------------- | ------ |
| 1.  | Daphny van den Brand   | 360    |
| 2.  | Hilde Quintens         | 224    |
| 3.  | Anja Nobus             | 207    |
| 4.  | Laurence Leboucher     | 190    |
| 5.  | Corine Dorland         | 173    |
| 6.  | Reza Hormes-Ravenstijn | 161    |
| 7.  | Marianne Vos           | 150    |
| 8.  | Nicole de Bie-Leyten   | 132    |
| 9.  | Loes Sels              | 120    |
| 10. | Hanka Kupfernagel      | 100    |